# Bassac
Bassac (vietnamsky Sông Hậu nebo Hậu Giang) je jedno z ramen dolního toku Mekongu.

## Průběh toku
V Kambodži se pod Phnom Penhem Mekong rozděluje na dvě hlavní ramena - na řeku Bassac a vlastní Mekong a v této podobě vtéká do Vietnamu. Obě ramena se samostatně vlévají do Jihočínského moře.

## Využití
Bassac je důležitou dopravní tepnou mezi Kambodžou a jižním Vietnamem.